# Wapen van Buren

Het wapen van Buren is het wapen van de gemeente Buren. Het wapen toont op een rood veld een beurtelings gekanteelde zilveren balk. De beschrijving luidt:
"In keel een beurtelings gekanteelde dwarsbalk van zilver. Het schild gedekt met een gouden kroon van vijf bladeren en gehouden door twee leeuwen van goud, getongd en genageld van keel."
Het wapen werd per Koninklijk Besluit op 24 augustus 1999 verleend aan de gemeente.

## Geschiedenis
De heerlijkheid Buren werd bestuurd door de familie van Buren. Hun familiewapen werd ook het wapen van de heerlijkheid en de hoofdstad Buren. Willem van Oranje voerde deze kleuren al in zijn wapen nadat hij trouwde met Anna van Buren. Door dit huwelijk werd hij, en al zijn opvolgers graaf van Buren. Het wapen heeft enkele wijzigingen ondergaan. De gemeente werd op 7 oktober 1818 met het wapen bevestigd bij besluit van de Hoge Raad van Adel. De beschrijving maakt niet melding dat het om een markiezenkroon gaat. De heraldische beschrijving luidt:
"Van rood, waarop een zilveren stormbalk. Het schild gedekt met een gouden kroon."
De schildhouders kwamen voor het eerst met een wijziging op 1 januari 1978 na een gemeentelijke herindeling waarbij werden toegevoegd Beusichem en Zoelen. De beschrijving van dat wapen luidt:
"In keel een beurtelings gekanteelde dwarsbalk van zilver. Het schild gedekt door een gouden kroon van 5 bladeren en gehouden door 2 leeuwen van goud, getongd en genageld van keel; de rechter met een schouderschildje van goud, beladen met 3 schuinbalken van azuur; de linker met een van zilver, beladen met een kruis van keel."
De schildhouders droegen schildjes van Beusichem en Zoelen toen deze bij de gemeente werden gevoegd. Toen ook Maurik en Lienden werden toegevoegd werden deze schildjes weer verwijderd. Dit vond plaats met de wijziging van 24 augustus 1999.

## Voorgaande wapens

Geslachtswapen met helmteken, Siebmachers wapenboek
Wapen van 1818
Wapen van 1978

## De wapens van Beusichem en Zoelen

Beusichem
Zoelen